# Sloveens honkbalteam

De Sloveense vlag.

Het Sloveens honkbalteam is het nationale honkbalteam van Slovenië. Het team vertegenwoordigt Slovenië tijdens internationale wedstrijden.
Het Sloveens honkbalteam sloot zich in 1992 aan bij de Europese Honkbalfederatie (CEB), de continentale bond voor Europa van de IBAF.

## Europees kampioenschap
Slovenië nam drie keer deel aan het Europees kampioenschap honkbal. De tiende plaats is de hoogste klassering.
| Editie    | 1995 | 1997 | 1998 |
| Prestatie | 10e  | 12e  | 12e  |